# Anatoli Iljin
Anatoli Michailovitsj Iljin (Russisch: Анатолий Михайлович Ильин) (Moskou, 27 juni 1931 – aldaar, 10 februari 2016) was een voetballer uit de Sovjet-Unie.

## Biografie
Iljin speelde zijn hele carrière voor Spartak Moskou en won vijf keer de landstitel met de club en één keer de beker. In 1954 en 1958 werd hij ook topschutter van de competitie.
Hij speelde ook zeven jaar voor de nationale ploeg. In 1956 scoorde hij het winnende doelpunt tegen Joegoslavië in de finale van de Olympische Spelen. Op het WK 1958 zorgde hij voor het winnende doelpunt tegen Oostenrijk en Engeland. Op 28 september 1958 scoorde hij het allereerste doelpunt ooit in de EK-kwalificatie, na vier minuten tegen Hongarije.
Iljin was getrouwd met de olympisch kampioen turnen Galina Sjamrai.